# Mindanaodvärguv
Mindanaodvärguv (Otus mirus) är en fågel i familjen ugglor inom ordningen ugglefåglar.

## Utseende och läte
Mindanaodvärguven är en rätt liten uggla med mörkbrunt på ovansida, huvud och bröst och ljusgrått med mörka teckningar på nedre delen av bröstet och buken. Mellan de orangegula ögonen syns gråaktiga halvmånar. Den förekommer tillsammans med goliatdvärguv och sydlig filippindvärguv, men är mycket mindre än den förra och något mindre än den senare, dessutom mörkare med kortare örontofsar. Sången består av två lite slöa visslade toner, den andra något fallande.

## Utbredning och systematik
Fågeln förekommer i bergsregnskogar på Mindanao (södra Filippinerna). Den behandlas som monotypisk, det vill säga att den inte delas in i några underarter.

## Status
Arten har ett relativt stort utbredningsområde, men tros minska i antal, dock inte tillräckligt kraftigt för att den ska betraktas som hotad. Internationella naturvårdsunionen IUCN listar arten som livskraftig (LC).